# Taylor Lake Village
Taylor Lake Village è un centro abitato degli Stati Uniti d'America situato nella contea di Harris dello Stato del Texas.
La popolazione era di 3.544 persone al censimento del 2010.

## Geografia fisica
Taylor Lake Village è situata a 29°34′27″N 95°03′19″W (29.574216, -95.055327).
Secondo lo United States Census Bureau, ha un'area totale di 1,3 miglia quadrate (3,4 km²), di cui 1,1 miglia quadrate (2,9 km²) di terreno e 0,19 miglia quadrate (0,5 km²), o 14,10%, d'acqua.

## Società

### Evoluzione demografica
Secondo il censimento del 2000, c'erano 3.694 persone, 1.341 nuclei familiari e 1.177 famiglie residenti nella città. La densità di popolazione era di 2.974,2 persone per miglio quadrato (1.150,2/km²). C'erano 1.364 unità abitative a una densità media di 1,098.2/sq mi (424,7/km²). La composizione etnica della città era formata dal 92,39% di bianchi, il 2,71% di afroamericani, lo 0,49% di nativi americani, il 2,06% di asiatici, lo 0,14% di isolani del Pacifico, l'1,03% di altre razze, e l'1,19% di due o più etnie. Ispanici o latinos di qualunque razza erano il 4,57% della popolazione.
C'erano 1.341 nuclei familiari di cui il 36,7% aveva figli di età inferiore ai 18 anni, l'80,8% aveva coppie sposate conviventi, il 5,1% aveva un capofamiglia femmina senza marito, e il 12,2% erano non-famiglie. L'11,0% di tutti i nuclei familiari erano individuali e il 5,1% aveva componenti con un'età di 65 anni o più che vivevano da soli. Il numero di componenti medio di un nucleo familiare era di 2,75 e quello di una famiglia era di 2,96.
La popolazione era composta dal 25,6% di persone sotto i 18 anni, il 4,3% di persone dai 18 ai 24 anni, il 22,7% di persone dai 25 ai 44 anni, il 34,2% di persone dai 45 ai 64 anni, e il 13,2% di persone di 65 anni o più. L'età media era di 44 anni. Per ogni 100 femmine c'erano 97,3 maschi. Per ogni 100 femmine dai 18 anni in giù, c'erano 95,2 maschi.
Il reddito medio di un nucleo familiare era di 99.535 dollari e quello di una famiglia era di 102.873 dollari. I maschi avevano un reddito medio di 83.358 dollari contro i 48.500 dollari delle femmine. Il reddito pro capite era di 43.936 dollari. Circa lo 0,4% delle famiglie e l'1,0% della popolazione erano sotto la soglia di povertà, incluso l'1,4% di persone sotto i 18 anni e l'1,1% di persone di 65 anni o più.